# Cannelton
Cannelton és una població dels Estats Units a l'estat d'Indiana. Segons el cens del 2000 tenia 1.209 habitants.

## Demografia
Segons el cens del 2000, Cannelton tenia 1.209 habitants, 509 habitatges, i 297 famílies. La densitat de població era de 315,4 habitants per km².
Dels 509 habitatges en un 26,9% hi vivien nens de menys de 18 anys, en un 44,4% hi vivien parelles casades, en un 9,4% dones solteres, i en un 41,5% no eren unitats familiars. En el 38,1% dels habitatges hi vivien persones soles el 19,3% de les quals corresponia a persones de 65 anys o més que vivien soles. El nombre mitjà de persones vivint en cada habitatge era de 2,3 i el nombre mitjà de persones que vivien en cada família era de 3,08.
Per edats la població es repartia de la següent manera: un 23,7% tenia menys de 18 anys, un 11,2% entre 18 i 24, un 27,3% entre 25 i 44, un 21,8% de 45 a 60 i un 16% 65 anys o més.
L'edat mediana era de 37 anys. Per cada 100 dones de 18 o més anys hi havia 96,6 homes.
La renda mediana per habitatge era de 27.361 $ i la renda mediana per família de 37.188 $. Els homes tenien una renda mediana de 26.940 $ mentre que les dones 20.174 $. La renda per capita de la població era de 13.578 $. Entorn del 14,9% de les famílies i el 16% de la població estaven per davall del llindar de pobresa.

## Poblacions més properes
El següent diagrama mostra les poblacions més properes.